# ラ・シャトル
ラ・シャトル （La Châtre）は、フランス、サントル＝ヴァル・ド・ロワール地域圏、アンドル県のコミューン。

## 地理
ラ・シャトルは県南東部、ボワショー地方（fr）に属する。アンドル川を見下ろす位置にある。

## 歴史
ラ・シャトルとは、『防衛が強化された駐屯地』を意味するcastraに由来する。これは考古学者や歴史学者の多様な諸説によれば、古代ローマかガリアの駐屯地があったことを意味するという。男爵領のお膝元であったラ・シャトルには城があった。11世紀に初めて領主となったのがエブ6世である。
厳律シトー会の修道士たちがアンドル河岸に移住し、水車を備えた製粉所をつくったことで経済が花開いた。ラ・シャトルは1152年にルイ7世によって火を放たれ、1209年にはフィリップ2世に臣従した。
13世紀から15世紀にかけ、カルメル会派修道院がラ・シャトルへ移ってきた。1424年から封建領主の城が建てられたが、現在は塔しか残っていない。1462年の憲章で住民が一部自由を得た。百年戦争末期の15世紀、ラ・シャトルは大きく成長した。フランス王領とかつてのイングランド支配州との間にあるために、ブールジュの裁判所の存在によってフォルム構築がなされたからであった。この時代に美しい建物が建てられた。
17世紀、塩税上限が低く設定されていたラ・シャトルは、駐屯地の町となり、幹部たちが美しい建物を建てた。1788年、コミューンを取り巻く城壁や門の破壊が決定した。
19世紀、製革産業が栄えた。農業地帯にありアンドル川に浸されたこのコミューンでは中世以来多くの皮なめし業者がいた。ジョルジュ・サンドは友人に会うためたびたびラ・シャトルを訪れた。
1960年代、旧市街外に新たな地区がつくられた。

## 出身者
- ジェニー・ド・ヴァッソン（fr） - 写真家
- マルセル・デュッソー（fr） - 自転車競技選手
- エミール・アコラス - 19世紀の法学者